# Ana Saldanha
Ana Saldanha (Porto, 1959) é uma escritora e tradutora portuguesa situada no domínio da chamada literatura juvenil, embora a maioria dos seus títulos pareça dirigir-se à pré-adolescência e à adolescência.

## Formação
Formou-se em Línguas e Literaturas Modernas (variante de Estudos Portugueses e Ingleses) em 1981, na Faculdade de Letras da Universidade do Porto.
Em 1992 fez o Mestrado em Literatura Inglesa em Birmingham e em 1999 doutorou-se em Literatura Infantil Inglesa e Teoria da Tradução na Universidade de Glasgow.
Ensinou Inglês a portugueses do Porto e Português a ingleses de Birmingham e Glasgow.
Participou e apresentou comunicações em congressos no âmbito da Literatura Infanto-Juvenil.
Pela sua obra recebeu vários prémios:
- 1994 Três semanas com a avó, romance juvenil, Verbo (menção honrosa do Prémio Adolfo Simões Müller)
- 1995 Círculo imperfeito, romance, Presença (Prémio Cidade de Almada 1994)
- Uma questão de cor, romance juvenil, Edinter (recomendado pelo IBBY; seleccionado para as Olimpíadas da Leitura de 1996; finalista do Prémio Unesco de Literatura Infantil e Juvenil em Prol da Tolerância de 1997).
- 2010 - Prémio Literário Maria Rosa Colaço com o "O galo que nunca mais cantou e Outras fábulas"[2]
- 2016 - Gato procura-se (Editorial Caminho), com texto de Ana Saldanha e ilustração de Yara Kono, Prémio Bissaya Barreto de Literatura para a Infância.

## Obras publicadas
- 1994 - Três semanas com a avó, romance juvenil, Verbo
- 1995 - Círculo imperfeito, romance, Presença
- 1995 - Uma questão de cor, romance juvenil, Edinter
- 1995 - Num reino do norte, Umas férias com música e A caminho de Santiago (série Vamos Viajar), novelas juvenis, Campo das Letras
- 1996 - Ninguém dá prendas ao Pai Natal, conto infantil, Campo das Letras
- 1996 - Animais & C.ª (série Vamos Viajar), novela juvenil, Campo das Letras
- 1997 - Doçura amarga, romance juvenil, Edinter
- 1997 - Irlanda verde e laranja (série Vamos Viajar), romance juvenil, Campo das Letras
- 1999 - Cinco tempos, quatro intervalos, novela juvenil, Caminho
- 2000 - Para o meio da rua, romance juvenil, Caminho
- 2000 - Inclusão de poemas em Conto estrelas em ti: 17 poetas escrevem para a infância, Campo das Letras
- 2001 - Como outro qualquer, romance juvenil, Caminho
- 2001 - Inclusão do conto O Bazar dos Três Vinténs em Contos da Cidade das Pontes, Ambar
- 2002 - Um gorro vermelho e Um espelho só meu, novelas juvenis de uma nova série, Era uma vez... outra vez, Caminho
- 2003 - Uma casa muito doce e Nem pato, nem cisne, col. Era uma vez... outra vez, Caminho
- 2004 - O Pai Natal preguiçoso e a rena Rodolfa, conto infantil, com ilustrações de Alain Corbel, Caminho
- 2004 - A princesa e o sapo em Era uma vez... outra vez, Caminho
- 2004 - Pico no dedo, contos para jovens, Caminho
- 2005 - Dentro de mim, col. Era uma vez... outra vez, Caminho
- 2005 - Escrito na Parede, romance juvenil, Caminho
- 2006 - O Sam e o Som - Sam and Sound, conto infantil bilingue, em co-autoria com Basil Deane, ilustrações de Gémeo Luís, Caminho
- 2006 - O romance de Rita R., romance juvenil, Caminho
- 2007 - Mais ou menos meio metro…, poesia para crianças, ilustrações de Gémeo Luís, Caminho
- 2008 - Os Factos da Vida, romance juvenil, Caminho
- 2011 - Gato procura-se, 2011, com ilustrações de Yara Kono
- 2013 - Texas - uma aventura no faroeste, Caminho
- 2012 - O Galo que nunca mais cantou e outras histórias, Caminho

## Traduções (lista selectiva)
- 1999 - Histórias assim mesmo, Rudyard Kipling
- 2000 - Jesus teenager, John Farman
- 2003 - O mistério do tempo proibido: uma aventura de Hermux Tantamoq, Michael Hoeye
- 2009- Longo caminho para a liberdade, autobiografia de Nelson Mandela, Nelson Mandela, Campo das Letras
- 1950 - Uma História da leitura, de Alberto Manguel, Presença
- 2013 - Até ao fim do mundo, Maria Temple